# Пол Ривиър енд дъ Рейдърс
Пол Ривиър енд дъ Рейдърс (на английски: Paul Revere & the Raiders) е американска рок група.
Тя е създадена в края на 50-те години в Бойзи, Айдахо. Първоначално изпълнява инструментален рок и има известни успехи, но най-голяма популярност придобива в края на 60-те и началото на 70-те години, когато се ориентира към гаражния рок.